# Zhugudong
Zhugudong (kinesiska: 朱古洞, 朱古洞乡) är en socken i Kina. Den ligger i provinsen Henan, i den centrala delen av landet, omkring 210 kilometer söder om provinshuvudstaden Zhengzhou. Antalet invånare är 26 640. Befolkningen består av 12 967 kvinnor och 13 673 män. Barn under 15 år utgör 26,0 %, vuxna 15-64 år 63 %, och äldre över 65 år 9,0 %.
Genomsnittlig årsnederbörd är 1 142 millimeter. Den regnigaste månaden är augusti, med i genomsnitt 255 mm nederbörd, och den torraste är januari, med 17 mm nederbörd.